# 狼と狐
『狼と狐』(Der Wolf und der Fuchs KMH73)は『グリム童話』の中の話の1つである。1819年の第2版で『人ごろし城』に代わって追加。グリムの注にヘッセンの話とある。

## あらすじ
狐より強かった狼は狐を家来にしていた。しかし、狐は狼と手を切りたくて仕方がなかった。
ある日、狼は「赤狐、なにか食べるものを持ってこい。さもないとお前を食べるぞ」と言った。狐は「近くの農家に子羊が2匹いるから、それを1匹頂きましょう」と言った。狐は子羊を1匹盗みだして狼に渡した。狼はその子羊を食べたが、それだけでは足りず、もう1匹の子羊を食べようとしたが失敗して、百姓に容赦なく殴られた。狼は失敗して殴られたことについて狐に文句を言った。それに対して狐は「どうしてあんたは、そう意地が汚いのです」と答えた。
あくる日、狼はまた「赤狐、なにか食べるものを持ってこい。さもないとお前を食べるぞ」と言った。狐は「私が知っている農家のおかみさんがパンケーキを今晩焼きます。それを頂きましょう」と言った。狐は家に忍び込んでパンケーキを6枚持ってきて狼にあげた。しかし、狼はそれだけでは足りずに残りのパンケーキを食べるために忍び込んだが失敗して、狼は力の限り殴られた。狼は失敗して殴られたことについて狐に文句を言った。それに対して狐は「どうしてあんたは、そう意地が汚いのです」と言った。
三日目に狼は「狐、なにか食べるものを持ってこい。さもないとお前を食べるぞ」と言った。狐は「私の知っている男が家畜を殺して、塩漬けにした肉が入った樽を地下室においています」と言った。狼と狐は地下室に入り、塩漬けの肉を食べた。その間、狐は食べながらあたりを見渡し、入ってきた穴を通れるか試していた。狐がそんなことをしている間も狼は食べ続けた。そうこうするうちに、百姓が狐の飛び跳ねる音に気づき、地下室にやって来た。狐は一目散に穴から逃げ、狼もその穴から出ようとした。しかし、狼は食い過ぎで腹が膨らみ、穴を通り抜けることが出来ず、百姓に打ち殺された。
狐は狼が死んだことで意地汚い古なじみと手が切れたことを喜んだ。